# Force One
Pour l’article homonyme, voir Force One (Schwaben Park).
Pour plus de détails, voir Fiche technique et Distribution.
Force One (A Force of One) est un film américain réalisé par Paul Aaron, sorti en 1979.

## Synopsis
Endeuillée par la mort de deux collègues tués par un professionnel en arts martiaux, une brigade de police fait appel à un expert en combat afin de leur inculquer les techniques d'autodéfense.

## Fiche technique
- Titre français : Force One
- Titre original : A Force of One
- Réalisation : Paul Aaron
- Scénario : Ernest Tidyman
- Musique : Dick Halligan
- Photographie : Roger Shearman
- Montage : Anne Goursaud & Bert Lovitt
- Production : Alan Belkin
- Société de production : American Cinema Productions
- Société de distribution : American Cinema Releasing
- Pays :  États-Unis
- Langue : Anglais
- Format : Couleur - Mono - 35 mm - 1.85:1
- Genre : Policier, Action
- Durée : 91 min

## Distribution
Légende : 1er Doublage ; 2e Doublage
- Chuck Norris (VF : Michel Barbey ; VF : Francis Lax) : Matt Logan
- Jennifer O'Neill (VF : Béatrice Delfe ; VF : Francine Lainé) : Mandy Rust
- Clu Gulager (VF : Jacques Deschamps ; VF : Michel Paulin) : Dunne
- Ron O'Neal (VF : Serge Sauvion ; VF : Jean-Louis Maury) : Rollins
- Eric Laneuville (VF : Luq Hamet) : Charlie Logan
- James Whitmore Jr. (VF : Daniel Gall ; VF : Bernard Murat) : Moskowitz
- Clint Ritchie (VF : Guy Chapellier) : Melrose
- Lisa James (VF : Annie Balestra) : Harriett
- Bill Wallace (VF : Mario Santini) : Sparks
- Ray Vitte (VF : Bernard Woringer) : Newton
- Taylor Lacher (VF : Claude Joseph) : Bishop
- Pepe Serna (VF : Claude Rollet) : Orlando
- Charles Cyphers (VF : Jacques Deschamps) : Dr Harry Eppis
- Aaron Norris (VF : Daniel Gall) : 	Anderson
- Kevin Geer (VF : François Leccia ; VF : Claude d'Yd) : Johnson
- Eugene Butler (VF : Guy Chapellier) : Murphy
- Mike Norris (VF : Mark Lesser ; VF : Luq Hamet) : Le jeune en skate
- G.W. Bailey (VF : Claude Rollet) : Erwin